# Occidozyga
Genre
Synonymes
- Ooeidozyga Kuhl & Van Hasselt, 1822
- Houlema Gray, 1831
- Oxyglossus Tschudi, 1838
- Rhomboglossus Duméril & Bibron, 1841
- Phrynoglossus Peters, 1867
- Microdiscopus Peters, 1877
- Oreobatrachus Boulenger, 1896
- Osteosternum Wu, 1929

Occidozyga est un genre d'amphibiens de la famille des Dicroglossidae.

## Répartition
Les douze espèces de ce genre se rencontrent en Asie du Sud-Est et dans le sud de la Chine.

## Liste des espèces
Selon Amphibian Species of the World (10 juin 2017) :
- Occidozyga baluensis (Boulenger, 1896)
- Occidozyga celebensis Smith, 1927
- Occidozyga diminutiva (Taylor, 1922)
- Occidozyga floresiana Mertens, 1927
- Occidozyga laevis (Günther, 1858)
- Occidozyga lima (Gravenhorst, 1829)
- Occidozyga magnapustulosa (Taylor & Elbel, 1958)
- Occidozyga martensii (Peters, 1867)
- Occidozyga semipalmata Smith, 1927
- Occidozyga sumatrana (Peters, 1877)
- Occidozyga tompotika Iskandar, Arifin, & Rachmanasah, 2011
- Occidozyga vittata (Andersson, 1942)

## Publication originale
- Kuhl & Van Hasselt, 1822 : Uittreksels uit breieven van de Heeren Kuhl en van Hasselt, aan de Heeren C. J. Temminck, Th. van Swinderen en W. de Haan. Algemeene Konst-en Letter-Bode, vol. 7, p. 99-104.